# Sölring

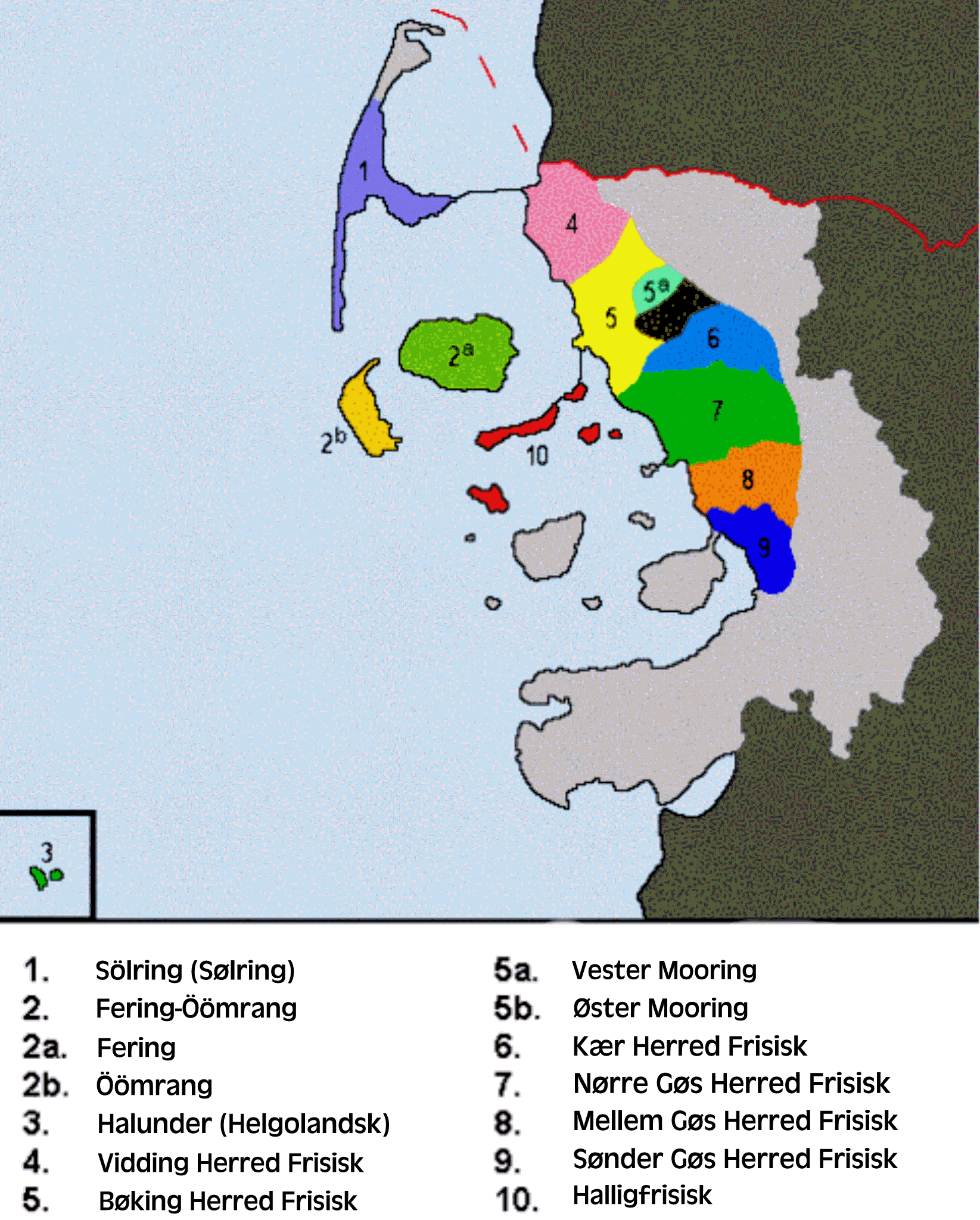
Noord-Friese dialecten

Het Sölring (ook: Söl'ring) is het Noord-Friese dialect gesproken op het eiland Sylt (Noord-Fries: Söl).
Hoewel het dialect van oorsprong verwant is aan de dialecten van Föhr en Amrum, het Fering resp. Öömrang, lijkt het uiterlijk op geen ander Noord-Fries dialect. Het is zeer slecht te verstaan voor sprekers van andere soorten Noord-Fries en is ook voor buitenstaanders erg weerbarstig. Het eiland Sylt bevond zich in het verleden dan ook in een unieke positie: aan de ene kant als eiland erg geïsoleerd liggend, zodat het zijn eigen klanken kon ontwikkelen, anderzijds van alle kanten beïnvloed: door het nabije Deens, en dan bijzonder het Jutlandse dialect (dat sterk zijn sporen naliet in de woordenschat), door verschillende andere Noord-Friese dialecten, en door het Platduits, terwijl via de zeevaart ook aan het Nederlands en het Engels woorden werden ontleend.
De Deense invloed was sterk in de periode tot 1864 toen het eiland, samen met het hertogdom Sleeswijk (Schleswig), bij Denemarken behoorde. De bevolking bleef verdeeld tussen pro-Deense en pro-Duitse gezindten en die laatste kreeg de volle steun van de Pruisische overheid die na die datum het overheidsgezag overnam en in het onderwijs en de kerk een verduitsingspolitiek voerde, welke in 1920 nog een laatste keer ter discussie kwam bij de volkstelling die de Volkenbond liet uitvoeren om een nieuwe grens tussen Duitsland en Denemarken te bepalen. In enkele dorpen werden veel stemmen afgegeven voor Denemarken maar de grote meerderheid op het eiland wilde Duits blijven.     
Met de opkomst van het massatoerisme sinds eind negentiende eeuw - waaraan de aanleg van de Hindenburgdamm (1927) nog extra bijdroeg - ontwikkelde zich op Sylt een  steeds grootschaliger toeristenindustrie, met name in Westerland dat tot stad uitgroeide, parafraserend de badplaats van Hamburg genoemd. Immigratie maakte de autochtonen tot  minderheid.  De immigranten met hun verschillende, aanvankelijk vooral Platduitse dialectachtergronden, kozen in de onderlinge communicatie voor het Hoogduits. Het Sölring marginaliseerde en de meeste Friezen gingen uiteindelijk ook over op het Duits als taal voor dagelijkse communicatie, waarin men de kinderen ging opvoeden. Thans is het Sölring beperkt tot een paar honderd sprekers of slechts enkele procenten van de totale Sylter bevolking. Als gemeenschapstaal functioneert het alleen nog onder de oudste generatie in enkele dorpen zoals Keitum, Morsum en Hörnum. In het noordelijk dorp List, op een landengte gelegen, werd in de 19fde eeuw nog Deens, althans een Zuid-Juts dialect geproken. 
De kleine populatie die nog Fries spreekt kan gebruik maken van overheidsfaciliteiten om het gebruik van de taal te bevorderen. Er zijn enkele peuterspeelzalen waar kinderen in de taal kunnen worden ondergedompeld, zodat ze opgroeien als bijna-moedertaalsprekers. Op verschillende basisscholen wordt de taal onderwezen. Er is samenwerking met organisaties die op het vasteland van Sleeswijk het Deens en het Platduits bevorderen.
Een bekende Sölringtalige dichter was Jens Emil Mungard (1885 - 1940).